# Aneuxanthis locupletana
Aneuxanthis locupletana is een vlinder uit de familie bladrollers (Tortricidae). De wetenschappelijke naam is voor het eerst geldig gepubliceerd in 1819 door Hübner.
De soort komt voor in Europa.